# Ден
Ден (Удиму) — пятый фараон I династии Раннего царства Древнего Египта, правивший между 2870 и 2820 годами до н. э. 
Точное значение «хорова» имени этого фараона нельзя установить, но его можно читать, как D(w)n (Ден, Девен или Удиму) и переводить «Хор — Простиратель, Растягиватель, Протягиватель». Личное имя Дена, известное из Абидосского списка как Сепати, Манефон прочёл и передал по-гречески как Усефай.

## Биография
Именно Ден, а не предполагаемый объединитель Египта Хор-Аха (Менес) или предшественники Дена, Джер и Джет, впервые носил двойную корону (пшент), состоящую из белой верхнеегипетской (хеджет), вставленной в красную нижнеегипетскую (дешрет), и титул «Царь Верхнего и Нижнего Египта», («царь (и) государь» — инсибиа). Исторические источники упоминают также о сражениях, которые велись при данном фараоне против кочевников на Синайском полуострове, что свидетельствует о дальнейшей экспансии Египта в этом направлении.
Судя по найденным в Абидосе двум табличкам из слоновой кости, помеченных именем Дена, при нём египтяне начали продвигаться на Синайский полуостров (егип. Мафкет). На одной из табличек Ден изображён убивающим туземца, которого он поверг перед собою ниц. Помещённая тут же иероглифическая надпись гласит: «Первый случай поражения Востока». На другой табличке помещена следующая надпись: «Разрушил крепость Ан…. Пришёл владыка, царь Верхнего и Нижнего Египта Семти, покоривший 30 областей ?». Одна из открытых царём крепостей названа здесь Унут (wn-t), что, вероятно, тождественно крепости Синайского полуострова wnwt (Унут), упомянутой в донесении вельможи Уны (VI династия).
У царя третьей строки Палермского камня, имя которого не сохранилось, но этот царь, несомненно, тождественен с Деном, три годовых названия, из 14 уцелевших, упоминают пруды и протоки, что говорит о расширении ирригационной системы в его царствование. Если безымянный царь Палермского камня и Ден одно и то же лицо, то правление Дена длилось не менее 30 с лишним лет, что показывает простой расчёт по клеточкам, на которые разделён Палермский камень. К тому же из надписей того времени известно, что Ден справлял «праздник тридцатилетия царствования» (хеб-сед). Изображения золотых статуй на печати Дена свидетельствуют о том, что в эту эпоху египтяне стали получать довольно большое количество золота, очевидно, из Нубии.
Предположительно, его матерью была Хернейт, либо Мернейт, гробница которой находилась у гробницы сына на царском кладбище в Умм эль-Каабе вблизи Абидоса и кто удостоился захоронения самого фараона. Необычное положение занимал при Дене и «Носитель печати» Хемака, чья громадная усыпальница откопана на столичном кладбище у «Белых Стен» (Мемфиса). На ярлыках того времени имя Хемаки стоит не вместе с титулом того сановника, ответственного за заготовление данных припасов, а непосредственно за именем фараона. Если этот вельможа тождественен с одноимённым управляющим царских виноградников, не раз поименованным на печатях от винных сосудов, то он управлял и угодьями царского дома.
Длительность царствования, изобилие новшеств, богатство правления Дена событиями, способны создать представление об этом фараоне как о могущественном правителе I династии.

## Гробница
В отличие от усыпальниц его предшественников, которые были выполнены под землёй, только с использованием кирпича-сырца и дерева, и были несложны по замыслу, представляя собой обширный прямоугольный подземный покой, окружённый со всех сторон подземными камерами, в гробницу Дена вела уже величественная лестница, выходящая на восток, навстречу восходящему солнцу, а сам склеп вымощен плитами из привезённого камня — красного гранита, добываемого на самом юге страны, у первых нильских порогов. Изготовленный из красного гранита пол гробницы Дена является первым случаем использования этого материала в строительстве. Кроме того, гробница Дена в Абидосе — один из первых примеров каменного надгробного памятника. При погребении Дена в жертву было принесено 5 человек.